# 歌山镇
歌山镇，中国浙江省金华市东阳市下辖的一个镇。
歌山镇位于东阳市东部，镇政府驻地楼西宅。歌山镇东连佐村镇，南邻东阳江镇、湖溪镇，西接城东街道、六石街道，北与巍山镇比邻。

## 辖区
该镇辖有：歌山村、大里村、淑玉村、陈塘沿村、象塘夏楼村、尚侃村、四汇村、楼村、头村、乾兴村、林头村、石潭村、凤山村、西宅村、双村、上蒋村、安溪村、泮田村、塘下村、五祥村、王村、光村、圳干村。

## 交通
诸永高速及S310省道从境内穿过。